# Front de neige

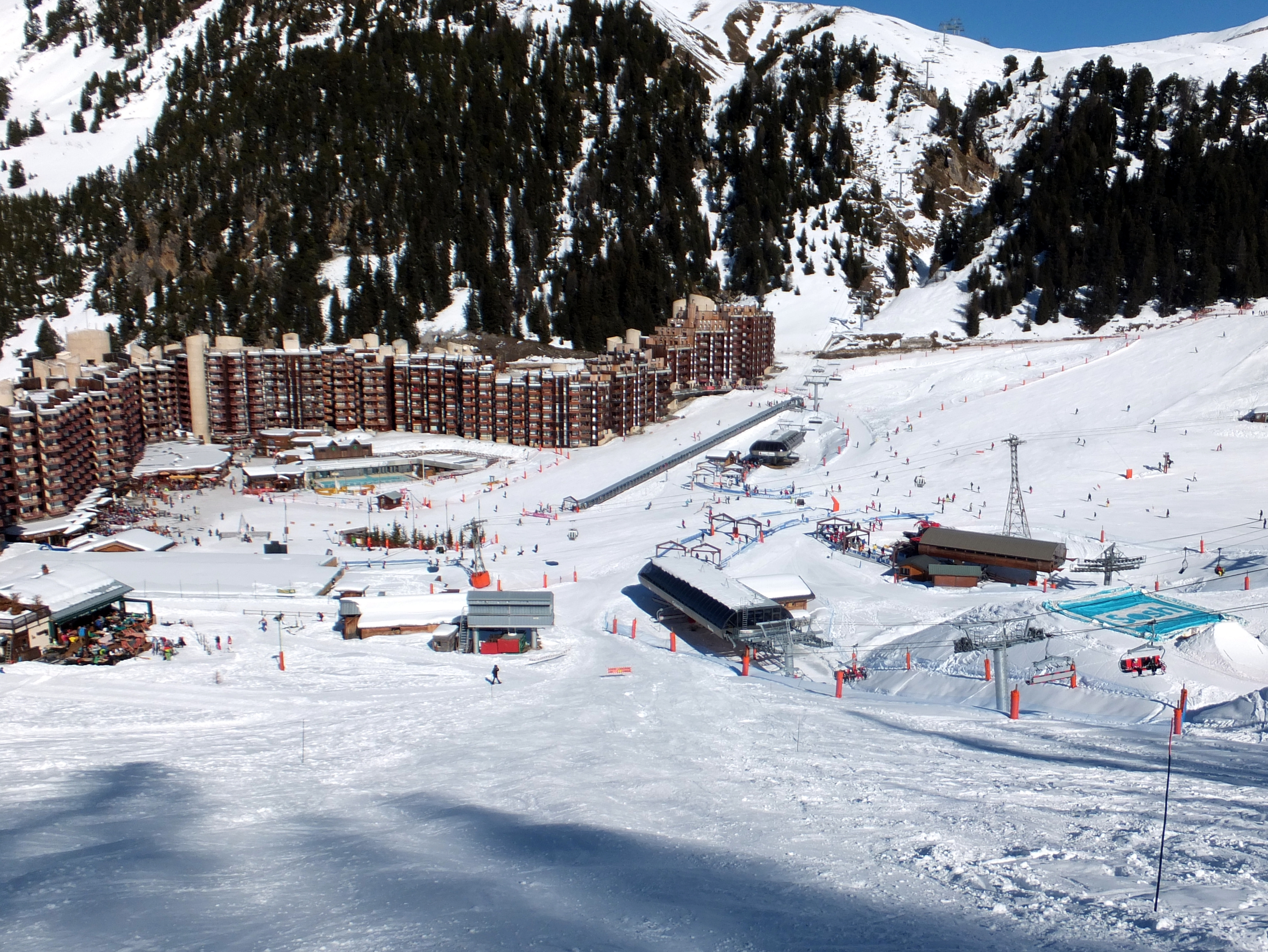
Vue du front de neige de La Plagne-Bellecôte, en France.

Un front de neige — par analogie au front de mer (en)  des stations balnéaires — est un espace public d'une station de sports d'hiver ou d'un stade de neige qui constitue l'interface principale entre la station et son domaine skiable. Il réunit généralement un groupe de constructions qui borde le pied des pistes, appelé aussi départ des pistes ou grenouillère, vaste point de rassemblement au bas des pistes d'où partent les remontées mécaniques et qui rassemble les caisses de forfaits, des restaurants, bars, boutiques, lieux de loisir et autres services (poste de police, bureau de poste, centre médical, etc) ainsi que des parkings, etc. Cet espace constitue généralement le lieu de tenue de festivités et de manifestations artistiques en plein air (accueil des nouveaux arrivants, feu d'artifice, descente aux flambeaux, concerts, animations, etc.).
Les fronts de neige peuvent se rencontrer aussi bien sur de petites stations de sports d'hiver, y compris dans les stades de neige (Semnoz, Les Aillons-Margériaz, Lans-en-Vercors), que sur les stations les plus grandes du monde qui peuvent alors en comporter plusieurs (La Plagne, Les Arcs). Ce type d'organisation de l'espace en montagne est associé en France aux plans neige des années 1960 et 1970 qui voient le développement et la création de nombreuses stations de sports d'hiver, notamment dans les Alpes françaises. Il est l'une des manifestations les plus visibles de la démocratisation des sports d'hiver et du tourisme de masse en montagne.

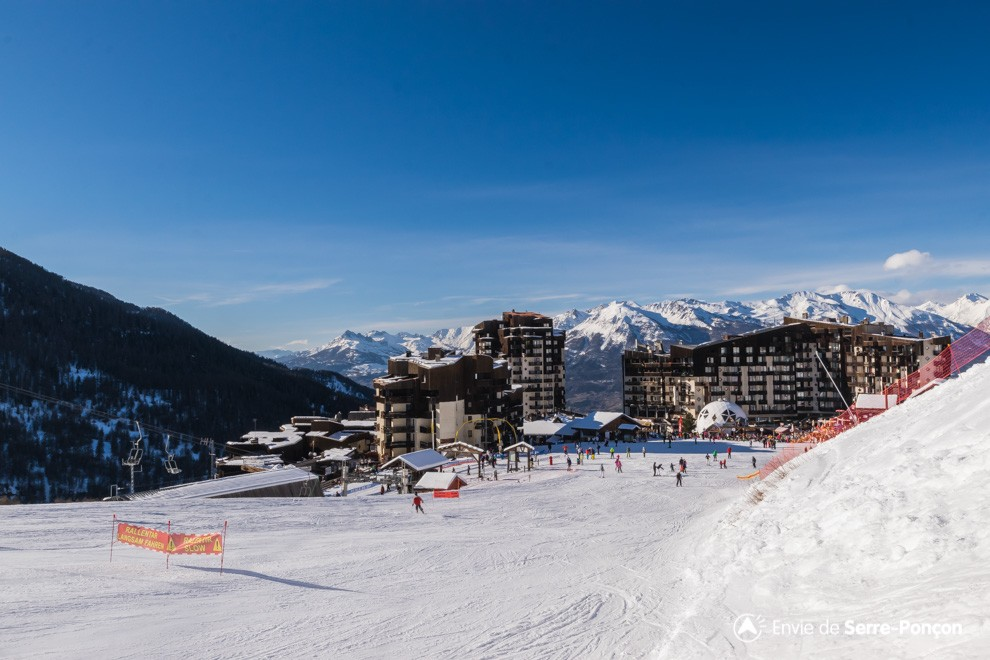
Les Orres
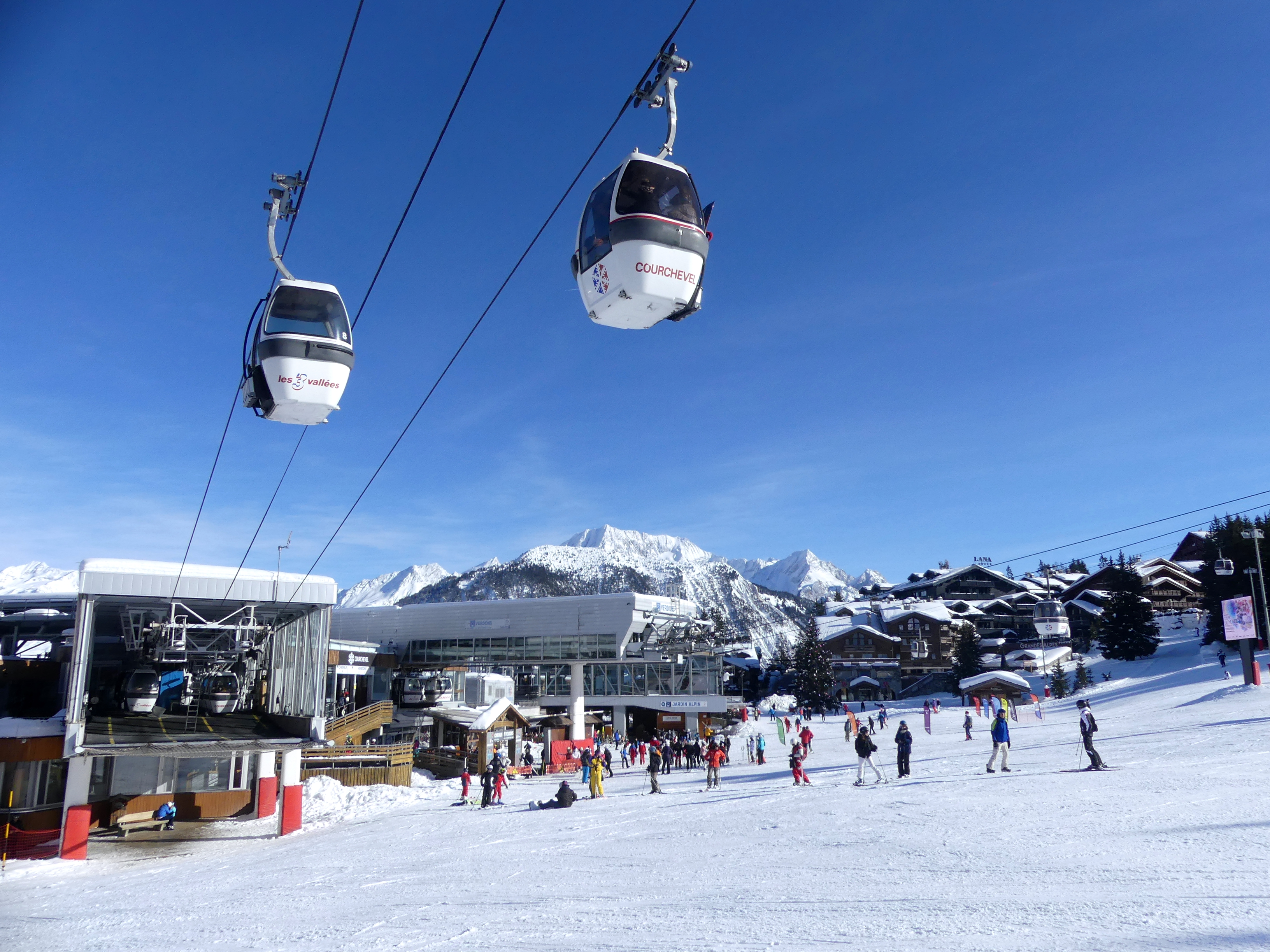
Courchevel
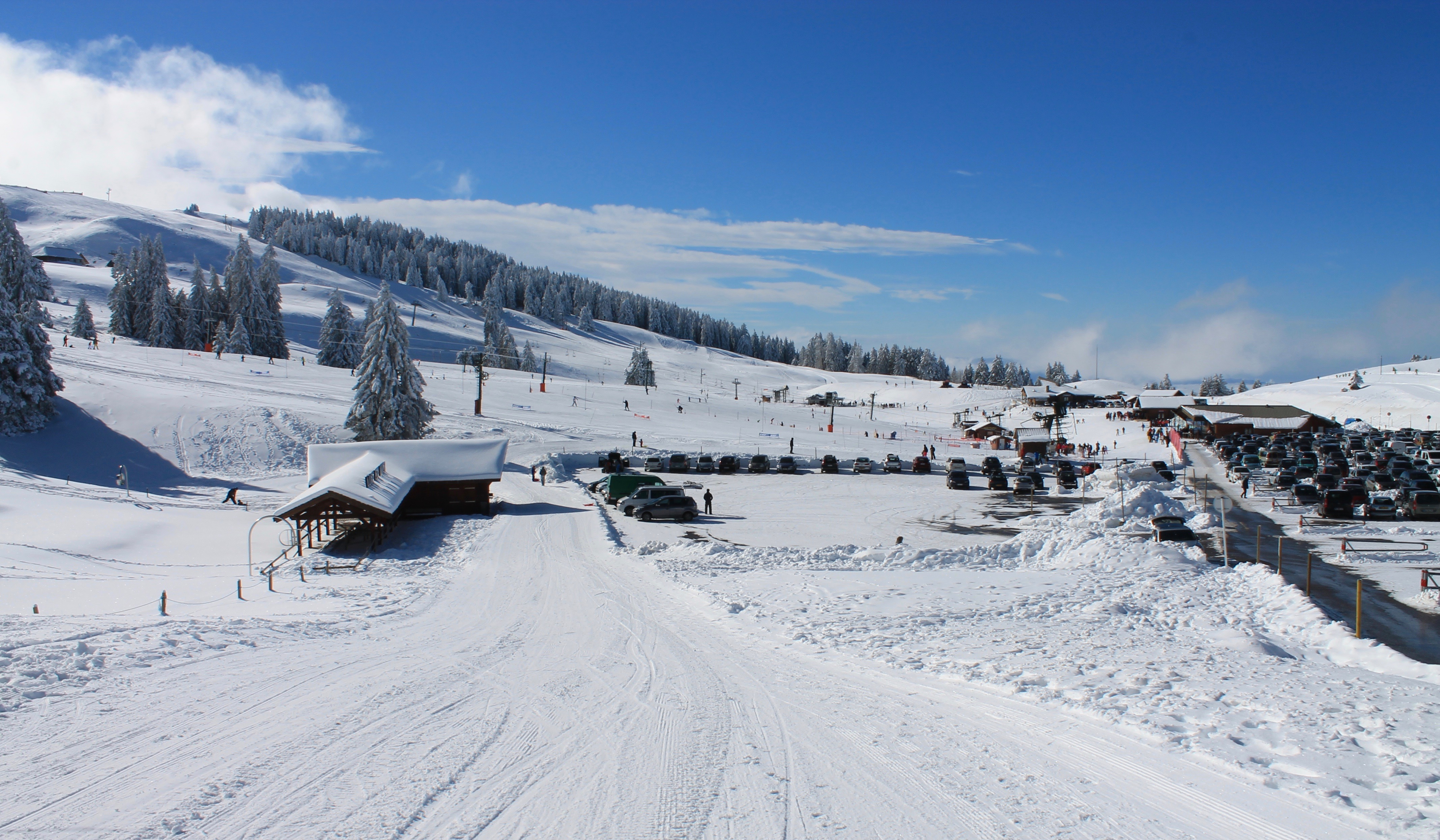
Semnoz
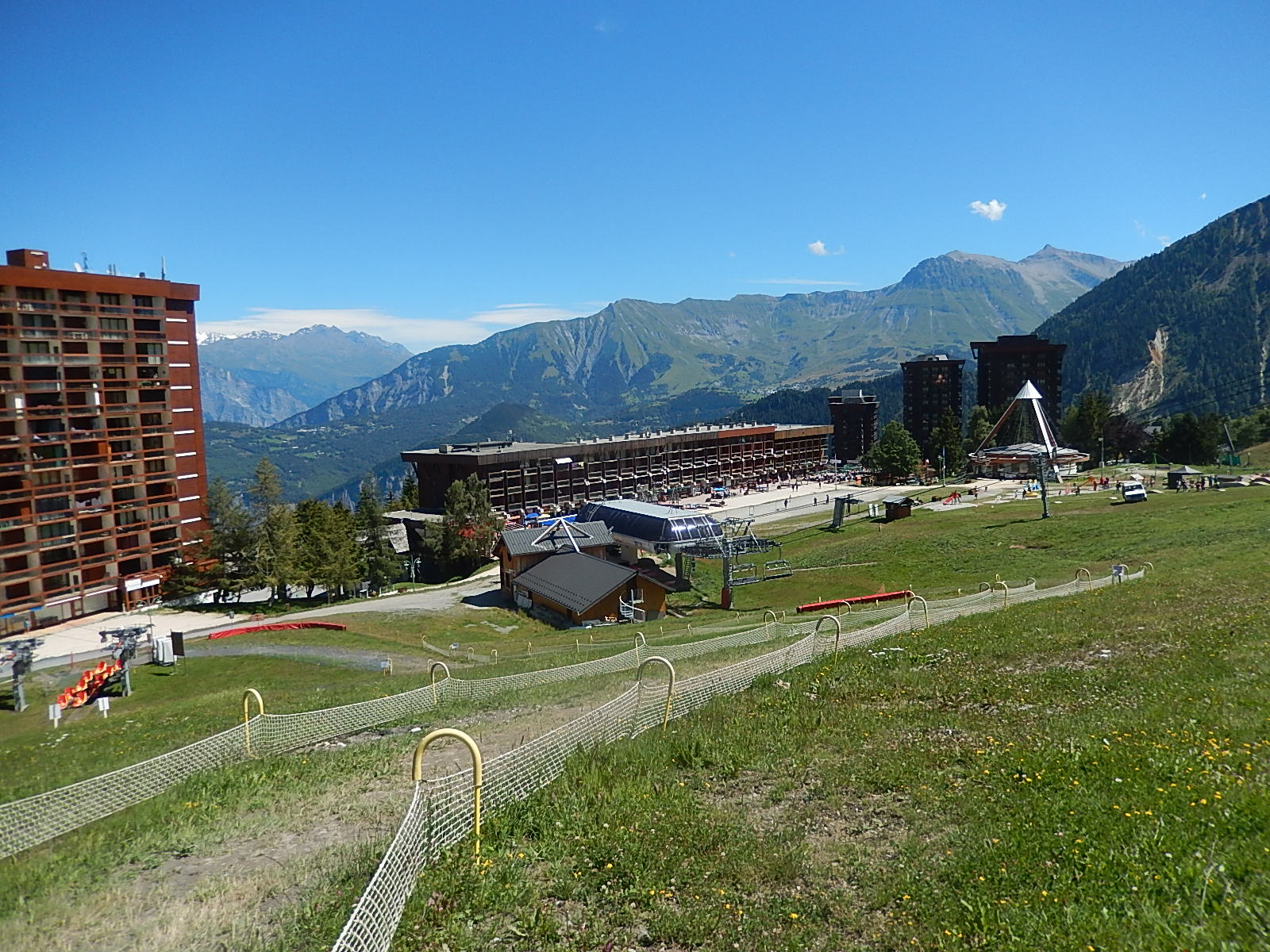
Le front de neige du Corbier en été.